# Nyår
Nyår är en traditionell högtid, som firas vid övergång till ett nytt kalenderår. Enligt den gregorianska kalendern firas nyåret under natten mellan den 31 december och den 1 januari.
I världens olika länder, kulturer och religioner finns ett antal olika kalendrar. Nyårsdagen är ofta en helgdag, och i Sverige är den en röd dag.
Ofta har man stora festivaler som pågår under flera dagar före och efter själva nyåret. Nyåret kan förläggas till en tid på grund av årets rytm, till exempel nära midvinter eller till vårdagjämningen 20–21 mars i form av fester som välkomnar våren, det kan också anknyta till en strikt tolvmånadskalender (som i den muslimska kalendern) eller ha en rent religiös anknytning.

## Modernt västerländskt nyårsfirande

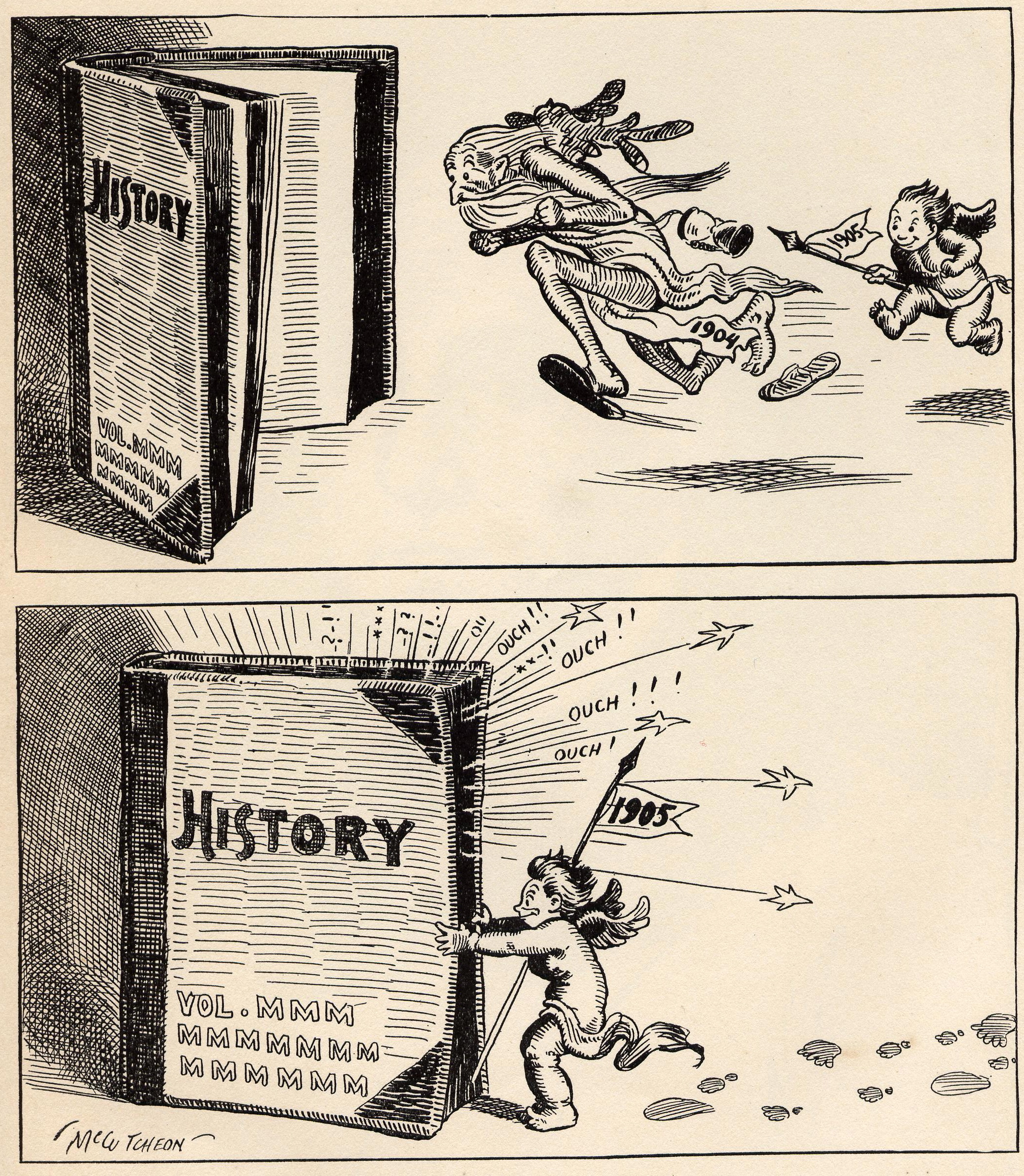
Baby Nyår 1905 jagar gamla 1904 in i historieböckerna i denna skämtteckning av John T. McCutcheon.

Nyår firas i större delen av västvärlden och i andra länder som har tagit till sig den gregorianska kalendern natten mellan nyårsafton den 31 december och nyårsdagen den 1 januari. Klockslaget tjugofyra den natten (tolvslaget, nyårsslaget) betraktas som övergången från det gamla året till det nya. Nyårsdagen är i många länder helgdag och flaggdag.
Medan julen är en högtid som många firar med familjen är det vanligare att man på nyårsafton har fest eller middag tillsammans med vänner. Denna fest eller middag är ofta något exklusivare än vanligt, och många är finklädda.
Strax innan tolvslaget går festdeltagarna ofta ut till någon plats där man kan avlossa egna fyrverkerier eller titta på andras, eller så ställer man sig vid fönstret eller på balkongen för att se fyrverkerierna. Det är också vanligt att ha med sig champagne som ska öppnas och drickas precis på tolvslaget. Minuten innan tolvslaget räknar man ned (på offentliga platser kan man titta på någon klocka som är synlig för alla) och på tolvslaget ropar man "Gott nytt år!", öppnar champagnen och skålar. Det är också vanligt att fartyg som ligger i hamn signalerar precis på tolvslaget. När fyrverkerierna ebbar ut och champagnen är slut, vilket brukar äga rum 10–15 minuter efter tolvslaget, brukar man dra sig tillbaka till festlokalen för att fortsätta att umgås ytterligare ett par timmar, ofta med musik och dans.
En annan tradition är nyårspussen; i samband med tolvslaget pussar man en eller flera av de andra festdeltagarna på kinden eller munnen och önskar varandra ett gott nytt år. Om man i något avseende vill bättra sig under det kommande året kan man avge ett nyårslöfte. Ett nyårslöfte brukar handla om att man ska börja göra något (till exempel träna eller lära sig ett nytt språk) eller sluta göra något (exempelvis röka).

### Fyrverkerier
Traditionellt skjuter man iväg sina första fyrverkerier omedelbart efter nyårsslaget, för att fira att ett nytt år har inträtt. På senare år har dock bruket förändrats, och många skjuter av fyrverkerier redan på nyårsaftonens kväll, för att fira att det gamla året går mot sitt slut. Det innebär att det numera ofta syns fyrverkerier både före och efter tolvslaget.
I Tyskland kallas nyårsfyrverkeriet Silvesterfeuerwerk, 'Sylvesterfyrverkeri', eftersom Silvester har namnsdag på nyårsafton enligt den tyska almanackan (i den svenska almanackan också, men på svenska stavas namnet Sylvester).
Större delen av de fyrverkerier som säljs till privatpersoner i Sverige används under nyårsnatten. Fyrverkerier kräver egentligen polistillstånd, men vid tillfällen när man kan förvänta sig fyrverkerier (till exempel nyår, påsk och valborgsmässoafton) behövs vanligtvis inget tillstånd, såvida det inte innebär risk för skada eller utgör en avsevärd störning. Det händer ibland att någon skadar sig i samband med avlossande av fyrverkerier; ofta beror detta på att alkohol varit inblandat och på att säkerhetsföreskrifter ignoreras.
Varje år är det omkring 300 personer som uppsöker akuten på grund av skador av fyrverkerier. Fyrverkerier som går fel kan också orsaka eldsvådor, och det händer att brandkåren får rycka ut precis efter tolvslaget.

### Nyårstraditioner i svenska medier
Strax före tolvslaget reciteras delar av (eller hela, som nyårsaftonen 2019) Edvard Fredins översättning av Alfred Tennysons dikt Nyårsklockan på Sollidenscenen på Skansen, något som gjorts sedan 1895. Åren 1934–1955 sändes recitationen också i radio, och sedan år 1977 har den televiserats av SVT. Recitatörer har genom åren bland andra varit Anders de Wahl, Georg Rydeberg, Jarl Kulle, Margaretha Krook och Jan Malmsjö. 
Andra tv-program förknippade med nyår är årskavalkader med uppskattade klipp från det gångna årets tv-händelser, Grevinnan och betjänten som sänds på kvällen den 31 december, Ivanhoe som sänds på eftermiddagen den 1 januari (tidigare på SVT, numera på TV3) och en nyårskonsert framförd av Wienerfilharmonikerna. Backhoppningstävlingen Fyrskansturnén (tysk-österrikiska backhopparveckan) från Garmisch-Partenkirchen, återkom 2012 i SVT efter några års uppehåll.
I Sveriges Radio ringer klockorna i landets 16 domkyrkor in det nya året, en samsändning mellan P1 och P2.

## Äldre traditioner

### Forntida firande i Norden
Under vikingatiden sammanföll nyår med midvinterblotet eller, som det också kallades, julblotet. Exakt när på året detta hölls är man i våra dagar oense om.
Mycket av det dåtida firandet kom att integreras i det kristna julfirandet, när Sverige hade blivit ett kristet land. Själva ordet "jul" är förkristet och överlevde i de nordiska språken. Det kommer ur urgermanska *jehwla som betydde firande/fest. 
Det var redan då sed att avge nyårslöfte. Detta kunde ske på två sätt. Det ena var att tömma bragebägare, det andra var att svära vid en galts borst.

### Antik romersk tradition
Enligt den romerska kalendern började året traditionellt 1 mars. Nyårsdagen flyttades via beslut av Numa Pompilius till den 1 januari, men detta blev officiellt i den romerska kalendern först 153 f.Kr. När sedan den julianska kalendern infördes under Julius Caesar 45 f.Kr. stadfästes ytterligare 1 januari som nyårsdag i det romerska riket.
Förflyttningen från 1 mars till 1 januari hade administrativa anledningar. Romarna offrade på nyårsdagen till Janus och betraktade dagen som en dies faustus ("lycklig dag"), på vilken man gärna företog sig viktiga handlingar. Man uppvaktade med lyckönskningar, i synnerhet hos magistratspersonerna, samt växlade skänker, såsom förgyllda dadlar och fikon, senare små kopparmynt. Särskilt var det klientens skyldighet att tillställa sin patron en gåva (strena), och kejsarna fordrade en dylik tribut av alla Roms invånare. Detta bruk att ge nyårsgåvor (fr. étrennes, av det nyssnämnda strena) har bibehållit sig i Frankrike och Belgien, och bruket av nyårsönskningar är allmänt i hela den civiliserade världen.

### Äldre kristen tradition
De kristna kyrkorna firade nyår på varierande tider, ofta på juldagen den 25 december eller på Jungfru Marie bebådelsedag, i Bysans och Ryssland 1 september. Nyårsdagen firades med allvarlig botpredikan, som protest mot de hedniska utsvävningarna på denna dag. 25 december firades som svensk nyårsdag ända fram till 1500-talet.
Efter julfestens uppkomst på 500-talet blev 1 januari helt naturligt denna fests "åttondedag" samt firades till minne av Jesu omskärelse och namngivning, med användande av Luk. 2:21 som text. Denna är också den svenska kyrkans gamla evangelietext för nyårsdagen. Av de nya högmässotexterna för denna dag tar den 2:a årgången särskild hänsyn till årsskiftets betydelse. Det var först under högmedeltiden som 1 januari åter slog igenom som nyårsdag, dock inte överallt ens i Västeuropa. Senare fixerades dock nyårsdagen i och med införandet av den gregorianska kalendern.
En del gamla kalendarier kallar 1 januari omskärelsefest, eftersom kyrkan på den dagen firade minnet av Jesu omskärelse och namngivning.

## Nyår i olika kulturer

### Judisk tradition
Judarna firade alla nymånadsdagar som religiösa högtidsdagar, men i synnerhet den första dagen i månaden Tischri (september-oktober). Med denna dag, som infaller i september, börjar ännu judarnas borgerliga år, men deras religiösa år börjar med månaden Nisan (i april). Judarna firar nyårsfesten den första Tischri, under två dagar och ännu bibehålls vid detta tillfälle en gammal ceremoni med basunskall på vädurshorn (shofar), därav namnet basunfesten. Men det vanligaste namnet är Rosh Hashanah (hebreiska: "årets huvud/början").

### Assyrisk tradition
Det assyriska folket firar sin nyårsdag, kallad Kha-b-Nisan, den 1 april. Firandet pågår i flera dagar och inkluderar assyrisk mat, sång och dans. Det är väldigt vanligt att människor bär assyriska nationaldräkter under firandets dagar. Denna dräkt är oftast färgglad och inkluderar en manlig och kvinnlig huvudbonad med fjädrar.

### Kinesisk tradition
Det kinesiska nyåret infaller vid en nymåne mellan 20 januari och 19 februari. Det är tradition att man skall fira nyåret tillsammans med sin familj, varför det är den helg med flest inrikesresor inom Kina under året.

### Iransk tradition
De iransktalande folken, såsom perser, vissa afghanska folk, kurder med flera, firar nyår vid vårdagjämningen, cirka 21 mars. Detta kallas Nouruz, Naw-Rúz eller Newroz.

### Sovjetisk och post-sovjetisk tradition

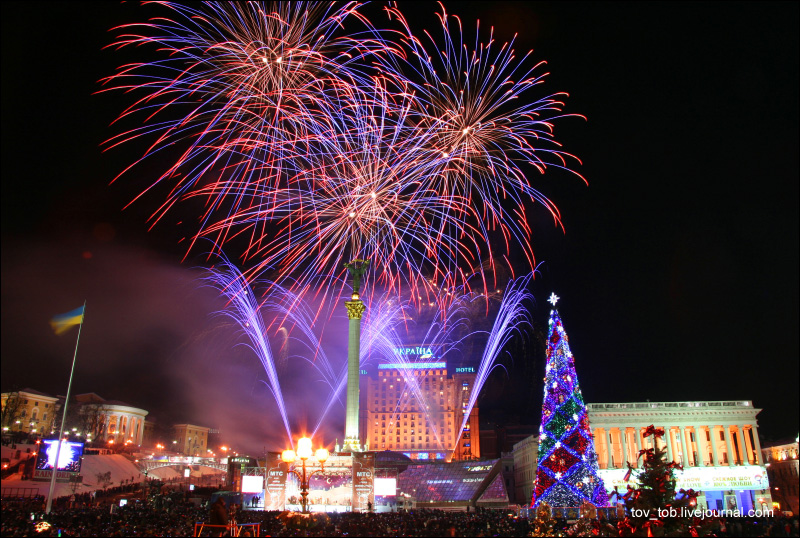
Nyårsgran och fyrverkeri i Kiev, Ukraina 2009

I de föra detta sovjetrepublikerna är det sedan sovjettiden nyåret som är "den stora festen", firandet var under sovjettiden ateistiskt och inte knutet till någon religion. Många traditioner som i exempelvis Sverige förknippas med julen, hör i dessa länder hemma på nyår. Man klär sina julgranar till den 31 december, och det är också den här dagen som man delar klapparna. Man dricker även champagne och skjuter raketer. Efter revolutionen 1917 avskaffades det kristna julfirandet och med det även Farbror Frost, officiellt från 1929. Men från 1936 infördes istället nyårsfirande med nyårsgran, Farbror Frost, hans barnbarn Snöflickan och nyårspresenter istället för julklappar. Farbror Frost har sitt ursprung i slavisk mytologi, men har påverkats av den angloamerikanska Santa Claus. Han är således den östslaviska motsvarigheten till jultomten. Det finns en gammal tradition från före revolutionen att gudbarnen den här dagen besöker sina faddrar och där bjuds på Kutja och te och får pengar och godis.

### Finsk ochfinlandssvensktradition
I Finland var nyåret fram till senare hälften av 1900-talet en integrerad del av julperioden.  Både på nyåret och trettondagen upprepades många av julens traditioner, bl.a. åt man julmat, illuminerade med facklor och ljus och utväxlade gåvor. Årsskiftet gav upphov till folktro och försök att förutse hur livet, skörden, anställningen skulle gestalta sig följande år eller om döden skulle besöka familjen. Framför allt ungdomar idkade gärna spådom. Att stöpa nyårslyckor i tenn är typiskt för nyårsfirandet i Finland. Stöpslevar kan köpas överallt före nyår. Allmänna tolkningar av det stelnade tennet är att skrovlighet betyder lycka, en båt en resa, en blomma bröllop eller förlovning. Nyårslyckor som innehåller bly förbjöds av miljöskäl 2018 och det är oklart om seden kommer att fortleva. Fenomenet att utfärda ett nyårslöfte finns det belägg på i finländsk tidningspress redan på 1880-talet. Idén med nyårslöften var främst en borgerlig tradition och nämndes t.ex. i barntidningar vid sekelskiftet 1900. Både det svensk- och finskspråkiga borgerskapets barn uppmanades att fundera på lämpliga löften. I folklig miljö blev seden allmän först efter andra världskriget.
Fyrverkeri vid nyåret hör 1900-talet till. Då etablerades också ett offentligt firande i föreningar och församlingars regi samt utomhusprogram vid rådhus och på torg. Men först efter andra världskriget blev nyårsaftonen en festkväll för hela befolkningen.
På nyårsdagen håller bl.a. kommundirektörer, försvarsministern och biskopen för det svenskspråkiga Borgå stift mottagningar för inbjudna gäster. Under självständighetstiden har presidentens nyårstal varit ett viktigt inslag. Sedan 1960-talet har presidentens tal, nyårskonserten från Wien och backhoppningstävlingen i Garmisch-Partenkirchen hört till standardprogrammen på TV.